# Чёрная мамба
Чёрная ма́мба (лат. Dendroaspis polylepis) — ядовитая змея, распространённая в Африке. Обитает в полузасушливых районах центральной, восточной и южной части континента — главным образом в саваннах и редколесьях, где ведёт наземный образ жизни, изредка забираясь на деревья и кустарники. Длина змеи может превышать 3 м, что делает её второй по величине ядовитой змеёй после королевской кобры. Это также одна из наиболее быстрых змей в мире, на коротких дистанциях развивающая скорость свыше 11 км/час. Своё название получила благодаря чёрной окраске внутренней полости пасти, похожей на чернила. Общий окрас змеи варьируется от тёмно-оливкового до серовато-коричневого, обычно с металлическим блеском.
Питается небольшими теплокровными животными, в том числе грызунами, даманами, галаго и летучими мышами, а также птицами. Откладывает яйца в середине лета, период инкубации составляет от 80 до 90 дней. Основные природные враги: змееяды, мангусты, игольная змея Mehelya capensis.
Змея приобрела печальную славу чрезвычайно опасной, укус которой до появления противоядий неизменно приводил к летальному исходу. К тому же многие профессионалы отмечают, что чёрные мамбы очень легко возбуждаются и крайне агрессивны. Яд обладает высокой токсичностью и содержит нейротоксины, в первую очередь дендротоксины, которые при отсутствии антидота приводят к параличу и остановке дыхания. Известны случаи, когда смерть наступала в течение 45 минут после укуса.

## Систематика
Чёрная мамба под научным названием Dendroaspis polylepis была описана британским зоологом немецкого происхождения Альбертом Гюнтером в 1864 году. В 1873 году немец Вильгельм Петерс классифицировал два подвида этой змеи: D. p. polylepis и D. p. antinorii, однако консенсус по их использованию так и не был достигнут.
Родовое название Dendroaspis является комбинацией двух древнегреческих слов: δένδρον и æspɪs. Первое из них переводится как «дерево», вторым называли щит, а также некоторых ядовитых змей, в частности египетскую кобру и носатую гадюку. Видовая часть названия polylepis также является производным из двух древнегреческих слов: πολύ («много», «большая часть») и λεπίς («чешуя»).

## Описание
Чёрная мамба среди ядовитых змей размерами уступает лишь королевской кобре: её длина в среднем достигает 2,5—3 метров. Имеются сообщения об отдельных экземплярах длиной более 4,3 метров, однако на настоящий момент эта информация документально не подтверждена. Средняя масса составляет около 1,6 кг. Это достаточно стройная змея, при этом несколько более массивная по сравнению с близкородственными зелёной и узкоголовой мамбами. Тело сжато сверху и снизу, хвост длинный.
Вопреки названию, доминирующий цвет змеи не чёрный. Большинство особей имеет тёмно-оливковую, оливково-зелёную, серовато-коричневую окраску с металлическим блеском, брюшная сторона — светло-коричневая или грязно-белая. В задней половине тела могут присутствовать более тёмные пятна, встречается также чередование в задней части тела тёмных и светлых чешуй, создающее видимость поперечной исчерченности на боках. Ювенальная окраска более светлая — сероватая или оливковая. Своё название она получила из-за чёрной окраски внутренней полости пасти, по форме похожей на гроб.
Зубы расположены в передней части верхней челюсти, их длина около 6,5 мм. Благодаря характерному разрезу пасти змея выглядит улыбающейся, хотя никакого отношения к проявлению эмоций это не имеет. Характеристика чешуйчатого покрова выглядит следующим образом: вокруг середины туловища 23—25 (изредка 21), брюшных 248—281, подхвостовых 109—132 парных, верхнегубных 7—8, нижнегубных 11—13, височных 2+3, предглазничных 3 (реже 4), заглазничных 2—5 (в большинстве случаев 3—4) чешуек. Анальный щиток разделён.

## Распространение

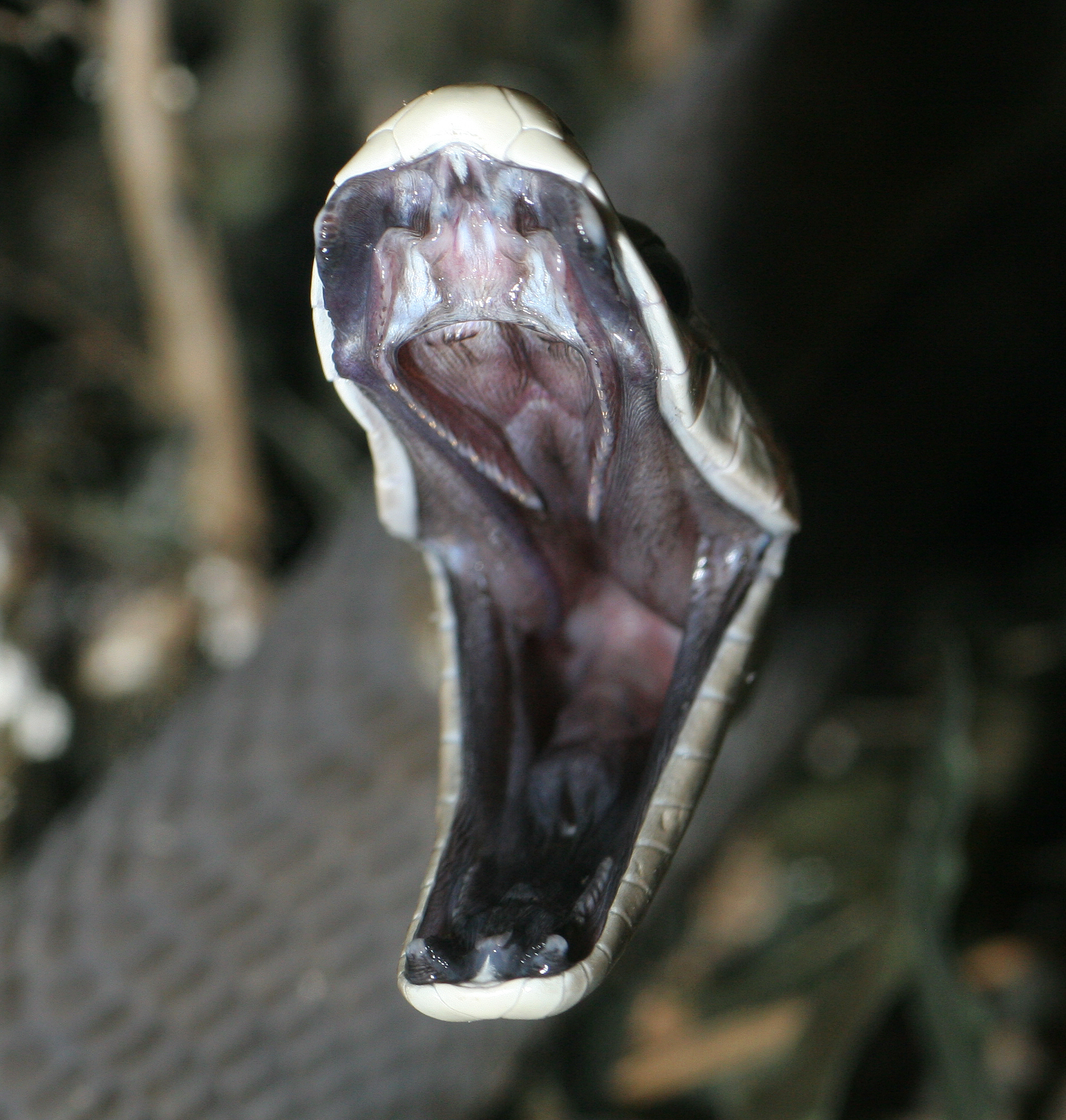
Чёрная пасть, благодаря которой чёрная мамба получила своё название

Область распространения чёрной мамбы состоит из нескольких разорванных участков в тропической части Африки. Наиболее крупный из этих участков включает в себя северо-восток Демократической Республики Конго, Южный Судан, южную Эфиопию, Эритрею, Сомали, Кению, восточную Уганду, Танзанию, Бурунди и Руанду. На юге континента змея обитает в Мозамбике, Эсватини, Малави, Замбии, Зимбабве, Ботсване, Намибии, южной Анголе и южноафриканской провинции Квазулу-Натал. В 1954 и 1956 годах были опубликованы два сообщения, согласно которым змею видели в окрестностях города Дакар в Сенегале на западе Африки, однако в дальнейшем никаких новых фактов на этот счёт не появлялось.
Эта змея меньше других мамб приспособлена к жизни на деревьях и обычно держится на земле среди разреженной древесной или кустарниковой растительности. Для принятия солнечных ванн змея может забраться на дерево или кустарник, однако в остальное время предпочитает держаться внизу. Иногда прячется в древесных пустотах и заброшенных термитниках. Основные биотопы: саванны с древесной растительностью, редколесья, каменистые склоны, речные долины с поваленными деревьями. Избегает сомкнутых лесов и пустынь. Как правило, змея не поднимается выше 1000 м над уровнем моря. В Замбии она встречается до 1650 м, в Кении до 1800 м над уровнем моря.

## Особенности поведения

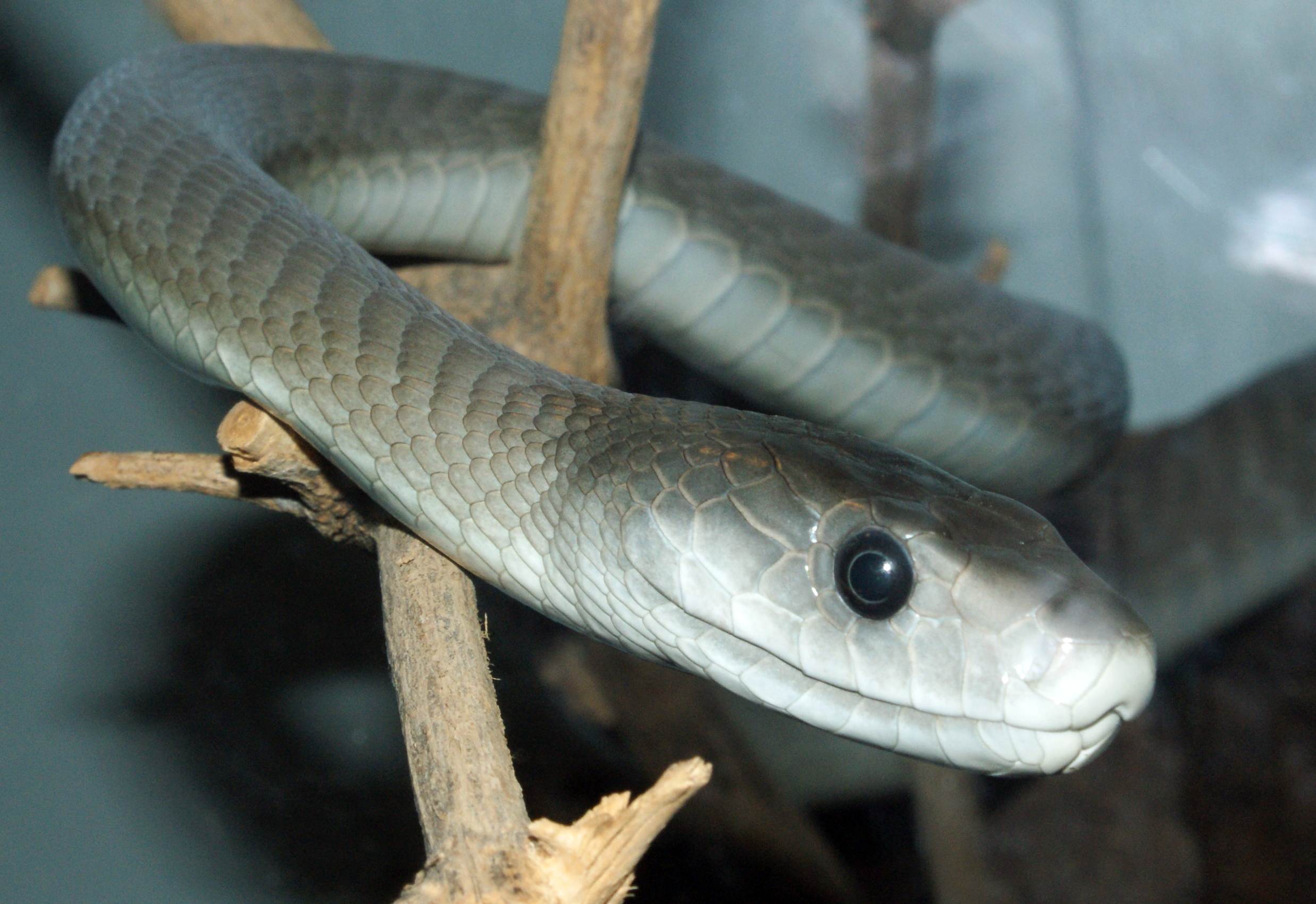

Очень подвижная и проворная змея, по земле скользит с приподнятой передней частью тела. Книга рекордов Гиннесса утверждает, что чёрная мамба, возможно, является самой быстрой змеёй в мире и на коротких дистанциях развивает скорость до 16—19 км/ч. Согласно другим источникам, животное вряд ли способно двигаться быстрее, чем 16 или даже 12 км/ч. Документально подтверждённый рекорд был зафиксирован в 1906 году в Серенгети, когда намеренно спровоцированная змея преодолела дистанцию 43 м со средней скоростью 11 км/ч. Существуют, однако, ничем не обоснованные легенды, что мамба успешно преследовала скачущую галопом лошадь и даже автомобиль.
Несмотря на свои способности, змея при встрече с человеком делает попытки всячески избежать контакта. Она замирает в надежде, что её не заметят и пройдут мимо, либо старается так же незаметно улизнуть. И лишь при неизбежной встрече змея становится агрессивной. Опираясь на хвост, она приподнимает переднюю часть туловища, уплощает его в виде капюшона и широко разевает пасть, используя эту позу как угрожающий приём. Если и это не помогает, она выполняет серию бросков, целясь в тело или в голову, и мгновенно наносит укус. Бывает, что змея кусает на ходу, когда пытается скрыться в направлении пришельца — в этом случае пострадавший не чувствует боль сразу и узнаёт о нападении лишь спустя какое-то время, когда проявляется двоение в глазах и другие симптомы отравления.

## Питание

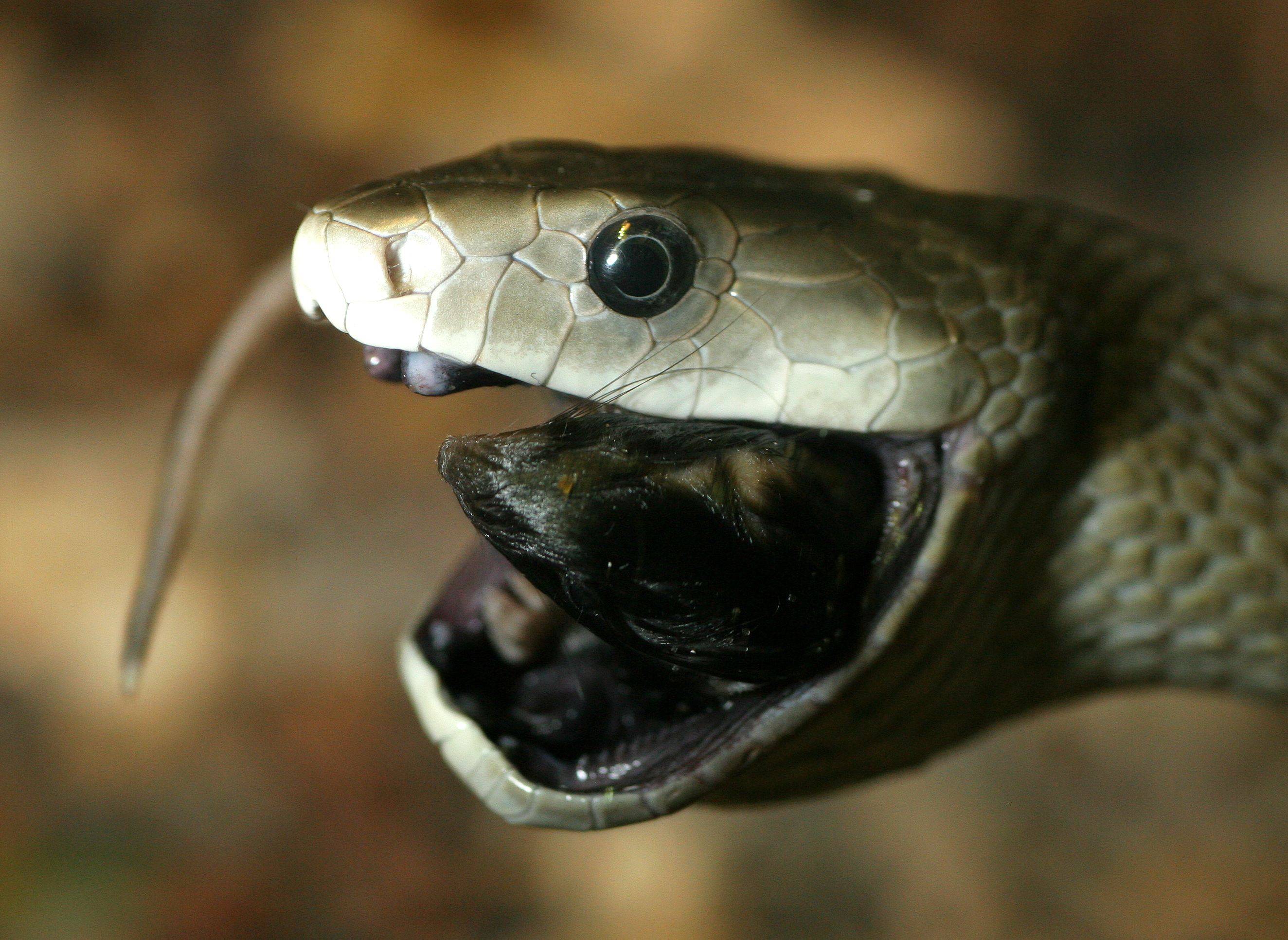
Заглатывание добычи

Охотится в светлое время суток. Как правило, выжидает добычу из засады, в качестве которой часто использует одно и то же место. После первого нападения, если животное пытается скрыться, преследует его и кусает до тех пор, пока оно не погибает от воздействия яда. Ловит небольших млекопитающих, в том числе грызунов, капских даманов, галаго, летучих мышей. Время от времени жертвой нападения становятся птицы. На переваривание пищи уходит всего от 8 до 10 часов.

## Размножение

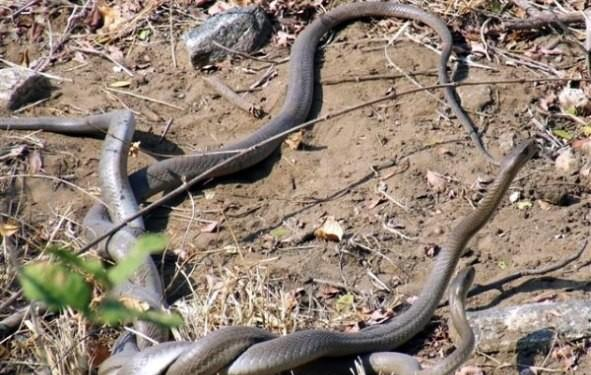
Поединок между самцами

Ранней весной самцы приступают к поиску самок, находя их по запаху выделений. Обнаружив потенциальную партнёршу, самец зондирует всё её тело своим языком. Бывает, что за право обладания самки одновременно борются сразу несколько самцов: обвившись телами, каждая змея пытается приподнять свою голову как можно выше, тем самым продемонстрировать своё превосходство; такой поединок иногда можно ошибочно принять за спаривание. В середине лета самки откладывают от 6 до 17 яиц, после чего через 80—90 дней на свет появляются молодые змейки, с первого дня обладающие ядом и способные самостоятельно добывать себе корм. Вне периода образования пары чёрные мамбы ведут одиночный образ жизни. Продолжительность жизни в дикой природе не изучена, в неволе самая старая змея прожила 11 лет.

## Враги

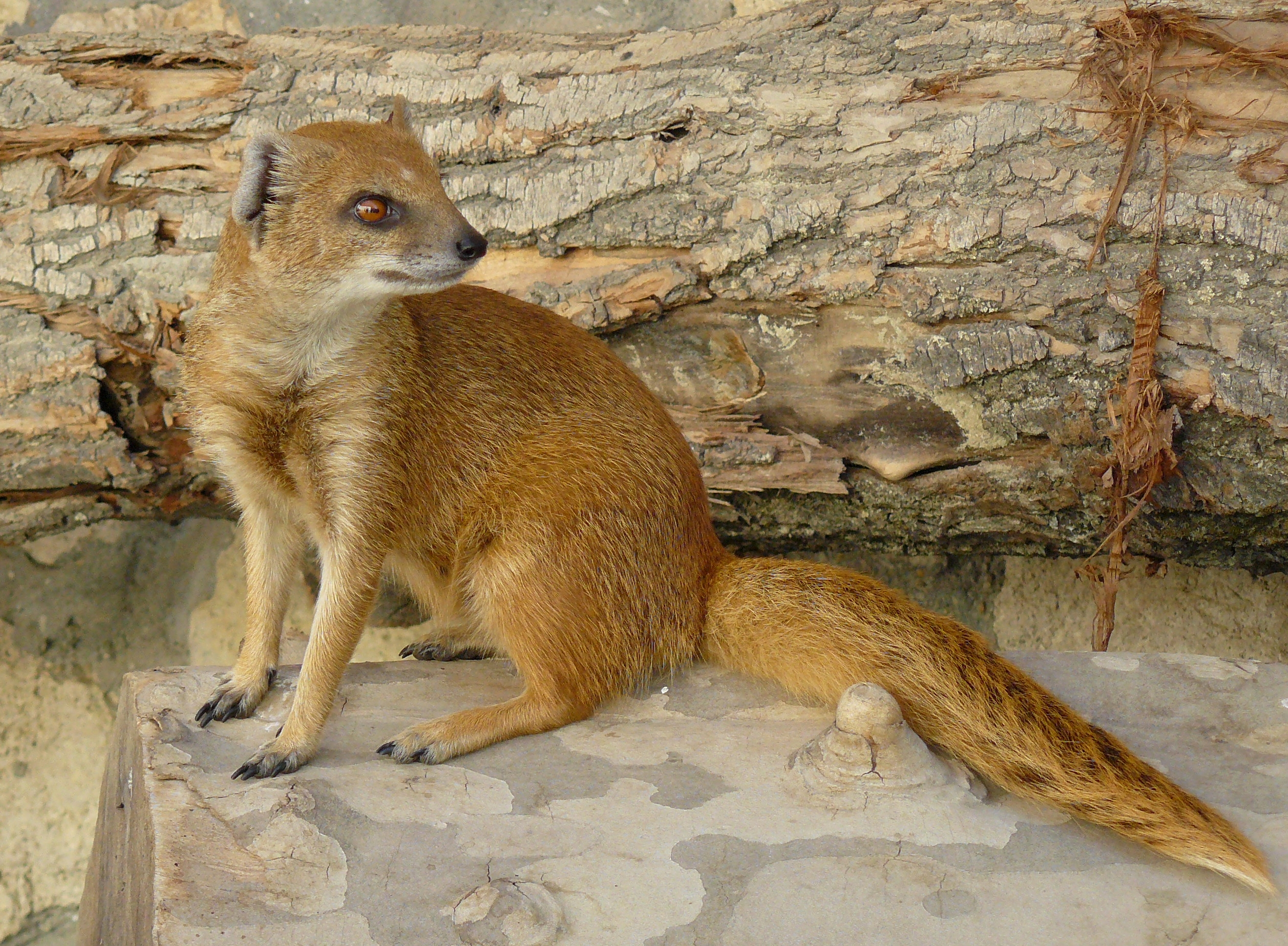
Жёлтый мангуст — природный враг чёрной мамбы

В дикой природе у описываемого вида относительно немного врагов. На неё охотятся некоторые хищные птицы, в первую очередь змееяды. Из этих пернатых выделяются чёрный (Circaetus pectoralis) и бурый (Circaetus cinereus) змееяды, жертвой которых особенно часто становится чёрная мамба. Игольная змея Mehelya capensis, невосприимчивая к ядам африканских змей, также считается одним из основных врагов мамбы. Мангусты, ловко избегающие нападения змеи и также обладающие некоторым иммунитетом от укуса, иногда охотятся на змею.

## Яд
Яд чёрной мамбы содержит быстродействующие нейротоксины и кардиотоксины, в том числе кальцисептин — блокатор кальциевых каналов L-типа. Однако основные компоненты яда мамбы — дендротоксины, блокаторы потенциал-зависимых калиевых каналов нервных волокон. Яд также содержит блокаторы некоторых типов мускариновых холинорецепторов. За один укус змея вводит до 400 мг яда (чаще 100—120 мг), а смертельная доза для взрослого человека составляет 10-15 мг. Лабораторные опыты на мышах показывают, что показатель токсичности ЛД50 для них составляет 0,011 мг/кг внутривенно. Для человека вероятность летального исхода без немедленного введения противоядия составляет 100 %.
Пострадавший человек чувствует жгучую боль местного характера, на месте укуса развивается выраженный отёк. Возможен некроз, в редких случаях достаточно обширный. Спустя несколько минут могут появиться тошнота, рвота, диарея, боль в животе, конъюнктивальная гиперемия, необычный привкус во рту. Наиболее серьёзная системная патология — быстро прогрессирующий периферический паралич, который при отсутствии антидота приводит к летальному исходу от дыхательной недостаточности.